# Gombang (Sawit)
Gombang is een bestuurslaag in het regentschap Boyolali van de provincie Midden-Java, Indonesië. Gombang telt 2153 inwoners (volkstelling 2010).